# انجمن فیزیک پزشکی ایران
انجمن فیزیک پزشکی ایران بزرگ‌ترین سازمان علمی-حرفه‌ای فیزیک پزشکی در ایران می‌باشد. این انجمن در سال ۱۳۷۰ در اولین کنگره فیزیک پزشکی در ایران در دانشگاه علوم پزشکی تبریز، و با هدف بسط و توسعهٔ فیزیک پزشکی در کشور تأسیس شد.